# カザフスタンの環境問題
本項目では、カザフスタンの環境問題について扱う。

## 概要
カザフスタンには複数の環境問題が存在するが、これらの大部分がソビエト連邦時代から受け継がれたものである。
カザフスタンには広大は半乾燥地帯であるステップが存在するため、ソビエト連邦政府はカザフスタンを核実験の場として使用した。公害防止条例は守られないなどほとんど意味を成しておらず、多くの地方の街では病気の感染率が極めて高い傾向にある。
カザフスタンはその国境付近に少なくとも2つの大きな環境災害を抱えている。1つはアラル海の縮小であり、もうひとつは中国との国境付近に位置するクルチャトフ (Курчатов) 南部の広大な地域における、セミパラチンスク核実験場における放射能汚染の影響である。
中央アジア地区環境センターはカザフスタンに拠点をおいている。
カザフスタンの水道水のほとんどは工業排水、農業排水により汚染されており、地域によっては放射性崩壊による汚染も問題となっている。ウズベキスタンとの国境に跨るアラル海は支流河川の水位低下により急激に縮小、1つの湖が水位低下により3つに分割される事態が起きている。ソビエト連邦時代に生物兵器を研究していた細菌兵器研究所は現在アラル海の縮小により陸地となっているヴォズロジデニヤ島に存在しており、生物兵器の残存に関する脅威が問題となっている。
アラル海の縮小は気候の極端な悪化を招き、農地の土壌は海水面の移動により極端に濃縮された塩分を含んだ土砂が風で運ばれることによって、深刻な塩害を受けている。
カザフスタンは中央アジアの国家の中で最も国土に占める砂漠の割合が高く (66％)、砂漠化は農地の広大な地域に影響を及ぼしている。
工業地域の工場では排水や排気などの廃棄物に関する制御がほとんど行われていない。北東部のセメイ地方はソビエト連邦時代の兵器実験による長期間の放射能汚染を受けている地域である。環境保護省は資金不足に悩まされており、予算の優先順位も低い。環境に関する新たな工業規制法案が2003年に施行されたが、カザフスタン側のカスピ海沿岸地域で操業を行う石油事業によりアラル海は重度の汚染を受けている。
アラル海とカスピ海を保護するための国際プログラムはカザフスタンやその他の加盟国から有意義な協力を得られていない。
ロケットの打ち上げに伴う汚染もある。バイコヌール宇宙基地から打ち上げられるプロトン-Mロケットは強い毒性を持ち難分解性である非対称ジメチルヒドラジンを使用している。